# Liste des anciennes communes des Côtes-d'Armor
Cette page a pour objectif de retracer toutes les modifications communales dans le département des Côtes-d'Armor : les anciennes communes qui ont existé depuis la Révolution française, ainsi que les créations, les modifications officielles de nom, ainsi que les échanges de territoires entre communes.
Comme les autres départements bretons, le département du Côtes-d'Armor a d'abord vu des communes se créer. De 380 en 1800, ce nombre a culminé à 391 en 1950. Depuis lors, on observe un mouvement de fond tendant au regroupement de communes, un mouvement initié dès 1960 autour de Lannion et Paimpol, qui s'est dynamisé avec la loi Marcellin en 1972-1973, et qui s'est de nouveau relancé à la suite de l'adoption de la loi NOTRe, ramenant le nombre de communes à 344 (au 1er janvier 2025).

## Fusions
| Nom de la nouvelle commune       | Communes réunies                               | Régime | Date (et nature) de la décision                   | Date d'effet                |
| -------------------------------- | ---------------------------------------------- | --- | ------------------------------------------------- | --------------------------- |
| Val-d'Arguenon                   | Pluduno                                        | commune nouvelle (avec communes déléguées) | 10 décembre 2024 (Arrêté)                         | 1er janvier 2025            |
| Val-d'Arguenon                   | Pléven                                         | commune nouvelle (avec communes déléguées) | 10 décembre 2024 (Arrêté)                         | 1er janvier 2025            |
| Merdrignac                       | Merdrignac                                     | commune nouvelle (avec communes déléguées) | 6 décembre 2024 (Arrêté)                          | 1er janvier 2025            |
| Merdrignac                       | Saint-Launeuc                                  | commune nouvelle (avec communes déléguées) | 6 décembre 2024 (Arrêté)                          | 1er janvier 2025            |
| Plumieux                         | Plumieux                                       | commune nouvelle (avec communes déléguées) | 4 septembre 2024 (Arrêté)                         | 1er janvier 2025            |
| Plumieux                         | Le Cambout                                     | commune nouvelle (avec communes déléguées) | 4 septembre 2024 (Arrêté)                         | 1er janvier 2025            |
| Plumieux                         | Coëtlogon                                      | commune nouvelle (avec communes déléguées) | 4 septembre 2024 (Arrêté)                         | 1er janvier 2025            |
| Lamballe-Armor                   | Lamballe                                       | commune nouvelle (avec 4 communes déléguées : Lamballe, Meslin, Morieux et Planguenoual)                                                                                   | 31 octobre 2018 (Arrêté)                          | 1er janvier 2019            |
| Lamballe-Armor                   | Morieux                                        | commune nouvelle (avec 4 communes déléguées : Lamballe, Meslin, Morieux et Planguenoual)                                                                                   | 31 octobre 2018 (Arrêté)                          | 1er janvier 2019            |
| Lamballe-Armor                   | Planguenoual                                   | commune nouvelle (avec 4 communes déléguées : Lamballe, Meslin, Morieux et Planguenoual)                                                                                   | 31 octobre 2018 (Arrêté)                          | 1er janvier 2019            |
| La Roche-Jaudy                   | La Roche-Derrien                               | commune nouvelle (avec communes déléguées) | 29 octobre 2018 (Arrêté)                          | 1er janvier 2019            |
| La Roche-Jaudy                   | Hengoat                                        | commune nouvelle (avec communes déléguées) | 29 octobre 2018 (Arrêté)                          | 1er janvier 2019            |
| La Roche-Jaudy                   | Pommerit-Jaudy                                 | commune nouvelle (avec communes déléguées) | 29 octobre 2018 (Arrêté)                          | 1er janvier 2019            |
| La Roche-Jaudy                   | Pouldouran                                     | commune nouvelle (avec communes déléguées) | 29 octobre 2018 (Arrêté)                          | 1er janvier 2019            |
| Plouguenast-Langast              | Plouguenast                                    | commune nouvelle (avec communes déléguées) | 19 octobre 2018 (Arrêté)                          | 1er janvier 2019            |
| Plouguenast-Langast              | Langast                                        | commune nouvelle (avec communes déléguées) | 19 octobre 2018 (Arrêté)                          | 1er janvier 2019            |
| Châtelaudren-Plouagat            | Plouagat                                       | commune nouvelle (avec communes déléguées) | 28 septembre 2018 (Arrêté)                        | 1er janvier 2019            |
| Châtelaudren-Plouagat            | Châtelaudren                                   | commune nouvelle (avec communes déléguées) | 28 septembre 2018 (Arrêté)                        | 1er janvier 2019            |
| Dinan                            | Dinan                                          | commune nouvelle (avec 1 commune déléguée : Léhon) | 30 septembre 2017 (Arrêté)                        | 1er janvier 2018            |
| Dinan                            | Léhon                                          | commune nouvelle (avec 1 commune déléguée : Léhon) | 30 septembre 2017 (Arrêté)                        | 1er janvier 2018            |
| Guerlédan                        | Mûr-de-Bretagne                                | commune nouvelle (avec communes déléguées) | 30 août 2016 (Arrêté) 19 octobre 2017 (Arrêté)    | 1er janvier 2017            |
| Guerlédan                        | Saint-Guen                                     | commune nouvelle (avec communes déléguées) | 30 août 2016 (Arrêté) 19 octobre 2017 (Arrêté)    | 1er janvier 2017            |
| Bon Repos sur Blavet             | Laniscat                                       | commune nouvelle (avec communes déléguées) | 30 août 2016 (Arrêté)                             | 1er janvier 2017            |
| Bon Repos sur Blavet             | Perret                                         | commune nouvelle (avec communes déléguées) | 30 août 2016 (Arrêté)                             | 1er janvier 2017            |
| Bon Repos sur Blavet             | Saint-Gelven                                   | commune nouvelle (avec communes déléguées) | 30 août 2016 (Arrêté)                             | 1er janvier 2017            |
| Beaussais-sur-Mer                | Ploubalay                                      | commune nouvelle (avec communes déléguées) | 30 août 2016 (Arrêté)                             | 1er janvier 2017            |
| Beaussais-sur-Mer                | Plessix-Balisson                               | commune nouvelle (avec communes déléguées) | 30 août 2016 (Arrêté)                             | 1er janvier 2017            |
| Beaussais-sur-Mer                | Trégon                                         | commune nouvelle (avec communes déléguées) | 30 août 2016 (Arrêté)                             | 1er janvier 2017            |
| Binic-Étables-sur-Mer            | Étables-sur-Mer                                | commune nouvelle (avec communes déléguées) | 18 février 2016 (Arrêté) 27 octobre 2017 (Arrêté) | 1er mars 2016               |
| Binic-Étables-sur-Mer            | Binic                                          | commune nouvelle (avec communes déléguées) | 18 février 2016 (Arrêté) 27 octobre 2017 (Arrêté) | 1er mars 2016               |
| Lamballe                         | Lamballe                                       | commune nouvelle (avec communes déléguées) (Maroué, La Poterie, Saint-Aaron et Trégomar perdent leur statut de communes associées et ne deviennent pas communes déléguées) | 9 décembre 2015 (Arrêté)                          | 1er janvier 2016            |
| Lamballe                         | Meslin                                         | commune nouvelle (avec communes déléguées) (Maroué, La Poterie, Saint-Aaron et Trégomar perdent leur statut de communes associées et ne deviennent pas communes déléguées) | 9 décembre 2015 (Arrêté)                          | 1er janvier 2016            |
| Les Moulins                      | Plémet                                         | commune nouvelle (avec communes déléguées) | 9 décembre 2015 (Arrêté)                          | 1er janvier 2016            |
| Les Moulins                      | La Ferrière                                    | commune nouvelle (avec communes déléguées) | 9 décembre 2015 (Arrêté)                          | 1er janvier 2016            |
| Jugon-les-Lacs- Commune nouvelle | Jugon-les-Lacs                                 | commune nouvelle (avec communes déléguées) | 27 novembre 2015 (Arrêté)                         | 1er janvier 2016            |
| Jugon-les-Lacs- Commune nouvelle | Dolo                                           | commune nouvelle (avec communes déléguées) | 27 novembre 2015 (Arrêté)                         | 1er janvier 2016            |
| Pordic                           | Pordic                                         | commune nouvelle (SANS communes déléguées depuis le 16-10-2020) | 27 novembre 2015 (Arrêté)                         | 1er janvier 2016            |
| Pordic                           | Tréméloir                                      | commune nouvelle (SANS communes déléguées depuis le 16-10-2020) | 27 novembre 2015 (Arrêté)                         | 1er janvier 2016            |
| Le Mené                          | Collinée                                       | commune nouvelle (avec communes déléguées) | 5 octobre 2015 (Arrêté)                           | 1er janvier 2016            |
| Le Mené                          | Plessala                                       | commune nouvelle (avec communes déléguées) | 5 octobre 2015 (Arrêté)                           | 1er janvier 2016            |
| Le Mené                          | Le Gouray                                      | commune nouvelle (avec communes déléguées) | 5 octobre 2015 (Arrêté)                           | 1er janvier 2016            |
| Le Mené                          | Langourla                                      | commune nouvelle (avec communes déléguées) | 5 octobre 2015 (Arrêté)                           | 1er janvier 2016            |
| Le Mené                          | Saint-Gilles-du-Mené                           | commune nouvelle (avec communes déléguées) | 5 octobre 2015 (Arrêté)                           | 1er janvier 2016            |
| Le Mené                          | Saint-Gouéno                                   | commune nouvelle (avec communes déléguées) | 5 octobre 2015 (Arrêté)                           | 1er janvier 2016            |
| Le Mené                          | Saint-Jacut-du-Mené                            | commune nouvelle (avec communes déléguées) | 5 octobre 2015 (Arrêté)                           | 1er janvier 2016            |
| Plœuc-L'Hermitage                | Plœuc-sur-Lié                                  | commune nouvelle (avec communes déléguées) | 30 septembre 2015 (Arrêté)                        | 1er janvier 2016            |
| Plœuc-L'Hermitage                | L'Hermitage-Lorge                              | commune nouvelle (avec communes déléguées) | 30 septembre 2015 (Arrêté)                        | 1er janvier 2016            |
| Caouënnec-Lanvézéac              | Caouënnec                                      | fusion simple | 17 octobre 1974 (Décret)                          | 1er janvier 1975            |
| Caouënnec-Lanvézéac              | Lanvézéac                                      | fusion simple | 17 octobre 1974 (Décret)                          | 1er janvier 1975            |
| Jugon-les-Lacs                   | Jugon                                          | fusion simple | 2 mars 1973 (Arrêté)                              | 1er avril 1973              |
| Jugon-les-Lacs                   | Lescouët-Jugon                                 | fusion simple | 2 mars 1973 (Arrêté)                              | 1er avril 1973              |
| Jugon-les-Lacs                   | Saint-Igneuc                                   | fusion simple | 2 mars 1973 (Arrêté)                              | 1er avril 1973              |
| Ploëzal-Runan                    | Ploëzal (commune rétablie en 1986)             | fusion association (dissoute en 1986) | 2 mars 1973 (Arrêté)                              | 1er avril 1973              |
| Ploëzal-Runan                    | Runan (commune rétablie en 1986)               | fusion association (dissoute en 1986) | 2 mars 1973 (Arrêté)                              | 1er avril 1973              |
| Plouër-Langrolay-sur-Rance       | Plouër-sur-Rance (commune rétablie en 1984)    | fusion association (dissoute en 1984) | 2 mars 1973 (Arrêté)                              | 15 mars 1973                |
| Plouër-Langrolay-sur-Rance       | Langrolay-sur-Rance (commune rétablie en 1984) | fusion association (dissoute en 1984) | 2 mars 1973 (Arrêté)                              | 15 mars 1973                |
| Saint-Glen-Penguily              | Saint-Glen (commune rétablie en 1984)          | fusion association (dissoute en 1984) | 2 mars 1973 (Arrêté)                              | 1er avril 1973              |
| Saint-Glen-Penguily              | Penguily (commune rétablie en 1984)            | fusion association (dissoute en 1984) | 2 mars 1973 (Arrêté)                              | 1er avril 1973              |
| Fréhel                           | Pléhérel                                       | fusion association (dissoute en 2004) | 29 décembre 1972 (Arrêté)                         | 1er janvier 1973            |
| Fréhel                           | Plévenon (commune rétablie en 2004)            | fusion association (dissoute en 2004) | 29 décembre 1972 (Arrêté)                         | 1er janvier 1973            |
| Lamballe                         | Lamballe                                       | fusion association (fusion simple à compter de 2015, lors de la création de la commune nouvelle)                                                                           | 29 décembre 1972 (Arrêté)                         | 1er janvier 1973            |
| Lamballe                         | Maroué                                         | fusion association (fusion simple à compter de 2015, lors de la création de la commune nouvelle)                                                                           | 29 décembre 1972 (Arrêté)                         | 1er janvier 1973            |
| Lamballe                         | La Poterie                                     | fusion association (fusion simple à compter de 2015, lors de la création de la commune nouvelle)                                                                           | 29 décembre 1972 (Arrêté)                         | 1er janvier 1973            |
| Lamballe                         | Saint-Aaron                                    | fusion association (fusion simple à compter de 2015, lors de la création de la commune nouvelle)                                                                           | 29 décembre 1972 (Arrêté)                         | 1er janvier 1973            |
| Lamballe                         | Trégomar                                       | fusion association (fusion simple à compter de 2015, lors de la création de la commune nouvelle)                                                                           | 29 décembre 1972 (Arrêté)                         | 1er janvier 1973            |
| Lanvallay                        | Lanvallay                                      | fusion association (fusion simple depuis le 1-9-2012) | 29 décembre 1972 (Arrêté)                         | 1er janvier 1973            |
| Lanvallay                        | Saint-Solen                                    | fusion association (fusion simple depuis le 1-9-2012) | 29 décembre 1972 (Arrêté)                         | 1er janvier 1973            |
| Lanvallay                        | Tressaint                                      | fusion association (fusion simple depuis le 1-9-2012) | 29 décembre 1972 (Arrêté)                         | 1er janvier 1973            |
| Pleslin-Trigavou                 | Pleslin                                        | fusion association (fusion simple depuis le 1-10-2012) | 29 décembre 1972 (Arrêté)                         | 1er janvier 1973            |
| Pleslin-Trigavou                 | Trigavou                                       | fusion association (fusion simple depuis le 1-10-2012) | 29 décembre 1972 (Arrêté)                         | 1er janvier 1973            |
| Saint-Cast-le-Guildo             | Saint-Cast                                     | fusion simple | 27 décembre 1971 (Arrêté)                         | 1er janvier 1972            |
| Saint-Cast-le-Guildo             | Notre-Dame-du-Guildo                           | fusion simple | 27 décembre 1971 (Arrêté)                         | 1er janvier 1972            |
| Rostrenen                        | Rostrenen                                      | fusion | 4 mai 1970 (Arrêté)                               | 8 juillet 1970              |
| Rostrenen                        | Bonen                                          | fusion | 4 mai 1970 (Arrêté)                               | 8 juillet 1970              |
| Lannion                          | Lannion                                        | fusion | 25 avril 1961 (Arrêté)                            | 27 avril 1961               |
| Lannion                          | Brélévenez                                     | fusion | 25 avril 1961 (Arrêté)                            | 27 avril 1961               |
| Lannion                          | Buhulien                                       | fusion | 25 avril 1961 (Arrêté)                            | 27 avril 1961               |
| Lannion                          | Loguivy-lès-Lannion                            | fusion | 25 avril 1961 (Arrêté)                            | 27 avril 1961               |
| Lannion                          | Servel                                         | fusion | 25 avril 1961 (Arrêté)                            | 27 avril 1961               |
| Paimpol                          | Paimpol                                        | fusion | 21 novembre 1960 (Arrêté)                         | 26 novembre 1960            |
| Paimpol                          | Kérity                                         | fusion | 21 novembre 1960 (Arrêté)                         | 26 novembre 1960            |
| Paimpol                          | Plounez                                        | fusion | 21 novembre 1960 (Arrêté)                         | 26 novembre 1960            |
| Paimpol                          | Paimpol                                        | fusion | 9 juin 1824 (Ordonnance)                          | 9 juin 1824 (Ordonnance)    |
| Paimpol                          | Lanvignec                                      | fusion | 9 juin 1824 (Ordonnance)                          | 9 juin 1824 (Ordonnance)    |
| Ploubazlanec                     | Ploubazlanec                                   | fusion | 14 avril 1824 (Ordonnance)                        | 14 avril 1824 (Ordonnance)  |
| Ploubazlanec                     | Lannévez                                       | fusion | 14 avril 1824 (Ordonnance)                        | 14 avril 1824 (Ordonnance)  |
| Ploubazlanec                     | Perros-Hamon                                   | fusion | 14 avril 1824 (Ordonnance)                        | 14 avril 1824 (Ordonnance)  |
| Meslin                           | Meslin                                         | fusion | 8 octobre 1823 (Ordonnance)                       | 8 octobre 1823 (Ordonnance) |
| Meslin                           | Trégenestre                                    | fusion | 8 octobre 1823 (Ordonnance)                       | 8 octobre 1823 (Ordonnance) |
| Trédias                          | Trédias                                        | fusion | 23 juin 1819 (Ordonnance)                         | 23 juin 1819 (Ordonnance)   |
| Trédias                          | Sainte-Urielle                                 | fusion | 23 juin 1819 (Ordonnance)                         | 23 juin 1819 (Ordonnance)   |
| Saint-Pôtan                      | Saint-Pôtan                                    | fusion | 1802                                              | 1802                        |
| Saint-Pôtan                      | Saint-Pohan                                    | fusion | 1802                                              | 1802                        |
| Plestin                          | Plestin                                        | fusion | 1800                                              | 1800                        |
| Plestin                          | Trémel                                         | fusion | 1800                                              | 1800                        |
| Callac                           | Callac                                         | fusion | 1800                                              | 1800                        |
| Callac                           | Landugen                                       | fusion | 1800                                              | 1800                        |
| Grace                            | Grace                                          | fusion | 1794                                              | 1794                        |
| Grace                            | Saint-Michel-Rural                             | fusion | 1794                                              | 1794                        |
| Guingamp                         | Guingamp                                       | fusion | 1794                                              | 1794                        |
| Guingamp                         | Saint-Michel-Faubourg                          | fusion | 1794                                              | 1794                        |
| Bégard                           | Botlézan                                       | fusion | 26 mai 1793 (Décret)                              | 26 mai 1793 (Décret)        |
| Bégard                           | Guénézan                                       | fusion | 26 mai 1793 (Décret)                              | 26 mai 1793 (Décret)        |
| Bégard                           | Lannéven                                       | fusion | 26 mai 1793 (Décret)                              | 26 mai 1793 (Décret)        |
| Bégard                           | Saint-Novez                                    | fusion | 26 mai 1793 (Décret)                              | 26 mai 1793 (Décret)        |
| Bégard                           | Trézélan                                       | fusion | 26 mai 1793 (Décret)                              | 26 mai 1793 (Décret)        |
| Pleubian                         | Pleubian                                       | fusion | 1791                                              | 1791                        |
| Pleubian                         | Kerbors (commune rétablie en 1856)             | fusion | 1791                                              | 1791                        |
| Callac                           | Callac                                         | fusion | 1790-1794                                         | 1790-1794                   |
| Callac                           | Botmel                                         | fusion | 1790-1794                                         | 1790-1794                   |
| Loudéac                          | Loudéac                                        | fusion | 1790-1794                                         | 1790-1794                   |
| Loudéac                          | Cadellac                                       | fusion | 1790-1794                                         | 1790-1794                   |
| Trévou-Tréguignec                | Trévou                                         | fusion | 1790-1794                                         | 1790-1794                   |
| Trévou-Tréguignec                | Tréguignec                                     | fusion | 1790-1794                                         | 1790-1794                   |

## Créations et rétablissements
| Nom de la commune créée | Commune affectée           | Mode de création              | Date (et nature) de la décision | Date d'effet              |
| ----------------------- | -------------------------- | ----------------------------- | ------------------------------- | ------------------------- |
| Plévenon                | Fréhel                     | Démembrement (rétablissement) | 24 septembre 2004 (Arrêté)      | 1er octobre 2004          |
| Ploëzal                 | Ploëzal-Runan              | Suppression (rétablissement)  | 18 juin 1986 (Arrêté)           | 1er septembre 1986        |
| Runan                   | Ploëzal-Runan              | Suppression (rétablissement)  | 18 juin 1986 (Arrêté)           | 1er septembre 1986        |
| Penguily                | Saint-Glen-Penguily        | Suppression (rétablissement)  | 21 mai 1984 (Arrêté)            | 5 juillet 1984            |
| Saint-Glen              | Saint-Glen-Penguily        | Suppression (rétablissement)  | 21 mai 1984 (Arrêté)            | 5 juillet 1984            |
| Langrolay-sur-Rance     | Plouër-Langrolay-sur-Rance | Suppression (rétablissement)  | 30 décembre 1983 (Arrêté)       | 1er janvier 1984          |
| Plouër-sur-Rance        | Plouër-Langrolay-sur-Rance | Suppression (rétablissement)  | 30 décembre 1983 (Arrêté)       | 1er janvier 1984          |
| Les Champs-Géraux       | Évran                      | Démembrement                  | 6 avril 1934 (Loi)              | 6 avril 1934 (Loi)        |
| Bonen                   | Plouguernével              | Démembrement                  | 5 décembre 1892 (Loi)           | 5 décembre 1892 (Loi)     |
| La Vicomté-sur-Rance    | Pleudihen                  | Démembrement                  | 7 avril 1877 (Loi)              | 7 avril 1877 (Loi)        |
| La Chapelle-Neuve       | Plougonver                 | Démembrement                  | 27 juin 1873 (Loi)              | 27 juin 1873 (Loi)        |
| Coëtlogon               | Plumieux                   | Démembrement                  | 14 mai 1870 (Décret)            | 14 mai 1870 (Décret)      |
| Saint-Nicodème          | Duault                     | Démembrement                  | 19 mai 1869 (Arrêté)            | 19 mai 1869 (Arrêté)      |
| Saint-Servais           | Duault                     | Démembrement                  | 19 mai 1869 (Arrêté)            | 19 mai 1869 (Arrêté)      |
| Le Vieux-Marché         | Plouaret                   | Démembrement                  | 30 mai 1866 (Loi)               | 30 mai 1866 (Loi)         |
| Le Cambout              | Plumieux                   | Démembrement                  | 13 janvier 1866 (Décret)        | 13 janvier 1866 (Décret)  |
| Kerfot                  | Yvias                      | Démembrement                  | 31 mars 1859 (Loi)              | 31 mars 1859 (Loi)        |
| Kerbors                 | Pleubian                   | Démembrement                  | 17 mai 1856 (Loi)               | 17 mai 1856 (Loi)         |
| Notre-Dame-du-Guildo    | Saint-Cast                 | Démembrement                  | 14 mai 1856 (Loi)               | 14 mai 1856 (Loi)         |
| Notre-Dame-du-Guildo    | Saint-Pôtan                | Démembrement                  | 14 mai 1856 (Loi)               | 14 mai 1856 (Loi)         |
| Trémargat               | Plounévez-Quintin          | Démembrement                  | 8 août 1851 (Loi)               | 8 août 1851 (Loi)         |
| Saint-Gelven            | Laniscat                   | Démembrement                  | 10 janvier 1850 (Loi)           | 10 janvier 1850 (Loi)     |
| Saint-Ygeaux            | Laniscat                   | Démembrement                  | 10 janvier 1850 (Loi)           | 10 janvier 1850 (Loi)     |
| Trémel                  | Plestin                    | Démembrement                  | 30 août 1838 (Ordonnance)       | 30 août 1838 (Ordonnance) |
| Binic                   | Étables                    | Démembrement                  | 22 août 1821 (Ordonnance)       | 22 août 1821 (Ordonnance) |

## Modifications de nom officiel
Le département des Côtes-du-Nord prend le nom de "Côtes-d'Armor" par le décret du 27 février 1990.
| Ancien nom                      | Nouveau nom               | Date (et nature) de la décision |
| ------------------------------- | ------------------------- | ------------------------------- |
| Jugon-les-Lacs Commune nouvelle | Jugon-les-Lacs            | 18 octobre 2023 (Décret)        |
| Les Moulins                     | Plémet                    | 22 décembre 2017 (Décret)       |
| Yvignac                         | Yvignac-la-Tour           | 21 décembre 1999 (Décret)       |
| Saint-Méloir                    | Saint-Méloir-des-Bois     | 22 décembre 1997 (Décret)       |
| Trédrez                         | Trédrez-Locquémeau        | 22 décembre 1997 (Décret)       |
| Pleudihen                       | Pleudihen-sur-Rance       | 26 mai 1972 (Décret)            |
| Langrolay                       | Langrolay-sur-Rance       | 25 novembre 1970 (Décret)       |
| Plœuc                           | Plœuc-sur-Lié             | 3 juin 1965 (Décret)            |
| Pléneuf                         | Pléneuf-Val-André         | 5 janvier 1965 (Décret)         |
| Saint-Samson                    | Saint-Samson-sur-Rance    | 19 juillet 1962 (Décret)        |
| Plouec                          | Plouëc-du-Trieux          | 10 mai 1962 (Décret)            |
| Ploézal                         | Ploëzal                   | 1962 ?                          |
| Mur                             | Mûr-de-Bretagne           | 26 mai 1957 (Décret)            |
| Ploëzal                         | Ploézal                   | 1954 ?                          |
| Plorec                          | Plorec-sur-Arguenon       | 10 mai 1954 (Décret)            |
| Plouër                          | Plouër-sur-Rance          | 26 octobre 1949 (Décret)        |
| Étables                         | Étables-sur-Mer           | 14 mai 1949 (Décret)            |
| Kermoroch                       | Kermoroc'h                | 1936 ?                          |
| Saint-Quay                      | Saint-Quay-Perros         | 1932 ?                          |
| Saint-Quay                      | Saint-Quay-Portrieux      | 1932 ?                          |
| Moustérus                       | Moustéru                  | 17 octobre 1917 (Décret)        |
| Locquenvel                      | Loc-Envel                 | 1902 ?                          |
| Lescouët                        | Lescouët-Gouarec          | 17 juillet 1891 (Décret)        |
| Saint-Gilles-Gouarec            | Gouarec                   | 1891 ?                          |
| Grace                           | Grâce-Uzel                | 12 novembre 1890 (Décret)       |
| Bréhat                          | Île-de-Bréhat             | 1886 ?                          |
| Landebia                        | Landébia                  | 1886 ?                          |
| Lescouët                        | Lescouët-Jugon            | 13 novembre 1885 (Décret)       |
| Plestin                         | Plestin-les-Grèves        | 7 juillet 1884 (Décret)         |
| Loscouët                        | Loscouët-sur-Meu          | 25 juin 1880 (Décret)           |
| Saint-Solain                    | Saint-Solen               | 17 mars 1879 (Décret)           |
| L'Hermitage                     | L'Hermitage-Lorge         | 25 mars 1878 (Décret)           |
| Gommenech                       | Gommenec'h                | 1877 ?                          |
| Grace                           | Grâces                    | 1877 ?                          |
| Ploulech                        | Ploulec'h                 | 1877 ?                          |
| Plourach                        | Plourac'h                 | 1877 ?                          |
| Saint-Careuc                    | Saint-Carreuc             | 1877 ?                          |
| Saint-Ygeaux                    | Saint-Igeaux              | 1877 ?                          |
| Pestivien                       | Bulat-Pestivien           | 24 novembre 1876 (Décret)       |
| Saint-Jacut                     | Saint-Jacut-de-la-Mer     | 1873 ?                          |
| Bréhaud                         | Bréhand                   | 1862 ?                          |
| Hémoustoir                      | Hémonstoir                | 1862 ?                          |
| Treverec                        | Trévérec                  | 1862 ?                          |
| Bothoa                          | Saint-Nicolas-du-Pélem    | 14 juillet 1836 (Ordonnance)    |
| Bréhant                         | Bréhaud                   | 1801 ?                          |
| Saint-Gilles-du-Vieux-Marché    | Saint-Gilles-Vieux-Marché | 1801 ?                          |

## Modifications de limites communales
Le plus souvent, les modifications des limites communales décidées par arrêtés préfectoraux ne sont pas répertoriées dans le Journal officiel ni dans le Bulletin officiel.
| La commune de ...                               | ... cède du territoire à la commune de ...      | Précisions                                                                                          | Date (et nature) de la décision                     |
| ----------------------------------------------- | ----------------------------------------------- | --------------------------------------------------------------------------------------------------- | --------------------------------------------------- |
| Châtelaudren                                    | Plouagat                                        | Superficie de 8 a 90 ca                                                                             | 26 décembre 1978 (Arrêté)                           |
| Plouagat                                        | Châtelaudren                                    | Superficie de 9 a 20 ca                                                                             | 26 décembre 1978 (Arrêté)                           |
| Glomel                                          | Rostrenen                                       | 88 habitants                                                                                        | 4 mai 1970 (Décret)                                 |
| Kergrist-Moëlou                                 | Rostrenen                                       | 672 habitants                                                                                       | 4 mai 1970 (Décret)                                 |
| Plouguernével                                   | Rostrenen                                       | 245 habitants                                                                                       | 4 mai 1970 (Décret)                                 |
| Plouisy                                         | Guingamp                                        | 44 habitants                                                                                        | 30 septembre 1964 (Arrêté) 4 décembre 1964 (Arrêté) |
| Grâces                                          | Guingamp                                        | 17 habitants 2 portions d'une superficie de 8 ha 52 a 90 ca et de 48 a 95 ca                        | 6 avril 1959 (Arrêté) 12 juin 1959 (Arrêté)         |
| Plouisy Guingamp                                | Guingamp Plouisy                                | | 6 avril 1959 (Arrêté) 12 juin 1959 (Arrêté)         |
| Saint-Donan                                     | Le Fœil                                         | | 25 avril 1951 (Décret)                              |
| Saint-Nicodème Maël-Pestivien                   | Maël-Pestivien Saint-Nicodème                   | | 26 mars 1951 (Arrêté)                               |
| Plourhan                                        | Lantic                                          | Les fermes de la Ville-Nize, la Ville-Cleyo et le Petit Saint-Maudez Superficie de 29 ha 41 a 75 ca | 26 mars 1951 (Arrêté)                               |
| Corseul                                         | Saint-Michel-de-Plélan                          | | 21 juin 1901 (Loi)                                  |
| Kérity                                          | Paimpol                                         | | 31 décembre 1896 (Décret)                           |
| Hémonstoir Croixanvec (département du Morbihan) | Croixanvec (département du Morbihan) Hémonstoir | | 17 mars 1890 (Loi)                                  |
| Pluduno                                         | Saint-Lormel                                    | Section du Val                                                                                      | 17 février 1864 (Loi)                               |
| Plounévez-Moëdec                                | Belle-Isle-en-Terre                             | | 2 mai 1863 (Loi)                                    |
| Ploëzal                                         | Pontrieux                                       | | 31 mars 1859 (Loi)                                  |
| Loguivy-Plougras                                | Plougras                                        | | 13 juin 1856 (Loi)                                  |
| Saint-Gouéno                                    | Collinée                                        | | 17 mai 1856 (Loi)                                   |
| Plénée-Jugon                                    | Penguily                                        | | 17 mai 1856 (Loi)                                   |
| Bégard Pédernec                                 | Pédernec Bégard                                 | | 31 janvier 1852 (Décret)                            |
| Laniscat                                        | Saint-Gelven                                    | | 28 juin 1851 (Loi)                                  |
| Étables                                         | Saint-Quay                                      | ANNULÉ par la loi du 9 juillet 1852                                                                 | 24 octobre 1849 (Loi)                               |
| Le Gouray                                       | Saint-Jacut-du-Mené                             | Section des Bois                                                                                    | 10 août 1849 (Loi)                                  |
| Maroué                                          | Saint-Aaron                                     | Section de Lavilleneuve                                                                             | 4 avril 1849 (Loi)                                  |
| Trégueux                                        | Yffiniac                                        | Section de Belêtre                                                                                  | 28 juin 1847 (Loi)                                  |
| Coatascorn                                      | Brélidy                                         | Hameau de Kerhalie                                                                                  | 11 juin 1847 (Loi)                                  |
| Taden                                           | Lanvallay                                       | Section du Rocher de la Courbure                                                                    | 25 avril 1847 (Loi)                                 |
| Saint-Judoce Évran                              | Évran Saint-Judoce                              | Limite fixée par le cours de la rivière du Linon                                                    | 2 juin 1844 (Loi)                                   |
| Kérity                                          | Paimpol                                         | | 18 juin 1843 (Loi)                                  |
| Quemper-Guezennec                               | Pontrieux                                       | | 11 juin 1842 (Loi)                                  |
| Magoar                                          | Kerpert                                         | Enclaves                                                                                            | 4 juin 1842 (Loi)                                   |
| Plémet                                          | Laurenan                                        | Section de la Frairie de Bublion                                                                    | 9 avril 1842 (Loi)                                  |
| Plumaudan                                       | Saint-Maden                                     | | 9 avril 1842 (Loi)                                  |
| Plélo                                           | Trégomeur                                       | | 25 juin 1841 (Loi)                                  |
| Merléac                                         | Saint-Gilles-du-Vieux-Marché                    | | 13 juin 1841 (Loi)                                  |
| Saint-Lormel                                    | Plancoët                                        | Succursale de Nazareth                                                                              | 19 mars 1841 (Loi)                                  |
| Pluduno                                         | Plancoët                                        | Succursale de Nazareth                                                                              | 19 mars 1841 (Loi)                                  |
| Corseul                                         | Plancoët                                        | Succursale de Nazareth                                                                              | 19 mars 1841 (Loi)                                  |
| Langoat                                         | La Roche-Derrien                                | | 24 juillet 1839 (Loi)                               |
| Guitté Médréac (département d'Ille-et-Vilaine)  | Médréac (département d'Ille-et-Vilaine) Guitté  | | 25 mai 1835 (Loi)                                   |
| Saint-Gilles-les-Bois                           | Trévérec                                        | Enclave de Kerionou                                                                                 | 29 avril 1833 (Loi)                                 |

## Communes associées
Liste des communes ayant, ou ayant eu (en italique), à la suite d'une fusion, le statut de commune associée.
| Nom de la commune   | Code INSEE | Fusion-association                     | Fusion-association | Fusion-association | Fusion-association                       | D - Défusion ou F - transformation de l'association en fusion simple | D - Défusion ou F - transformation de l'association en fusion simple | D - Défusion ou F - transformation de l'association en fusion simple | D - Défusion ou F - transformation de l'association en fusion simple     |
| Nom de la commune   | Code INSEE | date de la décision                    | date d'effet       | commune absorbante | nom de la commune résultant de la fusion | D/F                                                                  | date de la décision                                                  | date d'effet                                                         | commentaire                                                              |
| ------------------- | ---------- | -------------------------------------- | ------------------ | ------------------ | ---------------------------------------- | -------------------------------------------------------------------- | -------------------------------------------------------------------- | -------------------------------------------------------------------- | ------------------------------------------------------------------------ |
| Maroué              | 22142      | Arrêté préfectoral du 29 décembre 1972 | 1er janvier 1973   | Lamballe           | Lamballe                                 | F                                                                    | Arrêté préfectoral du 9 décembre 2015                                | 1er janvier 2016                                                     | Suppression à la suite de la création de la commune nouvelle de Lamballe |
| La Poterie          | 22252      | Arrêté préfectoral du 29 décembre 1972 | 1er janvier 1973   | Lamballe           | Lamballe                                 | F                                                                    | Arrêté préfectoral du 9 décembre 2015                                | 1er janvier 2016                                                     | Suppression à la suite de la création de la commune nouvelle de Lamballe |
| Saint-Aaron         | 22270      | Arrêté préfectoral du 29 décembre 1972 | 1er janvier 1973   | Lamballe           | Lamballe                                 | F                                                                    | Arrêté préfectoral du 9 décembre 2015                                | 1er janvier 2016                                                     | Suppression à la suite de la création de la commune nouvelle de Lamballe |
| Trégomar            | 22355      | Arrêté préfectoral du 29 décembre 1972 | 1er janvier 1973   | Lamballe           | Lamballe                                 | F                                                                    | Arrêté préfectoral du 9 décembre 2015                                | 1er janvier 2016                                                     | Suppression à la suite de la création de la commune nouvelle de Lamballe |
| Saint-Solen         | 22329      | Arrêté préfectoral du 29 décembre 1972 | 1er janvier 1973   | Lanvallay          | Lanvallay                                | F                                                                    | Arrêté préfectoral du 3 août 2012                                    | 1er septembre 2012                                                   |                                                                          |
| Tressaint           | 22374      | Arrêté préfectoral du 29 décembre 1972 | 1er janvier 1973   | Lanvallay          | Lanvallay                                | F                                                                    | Arrêté préfectoral du 3 août 2012                                    | 1er septembre 2012                                                   |                                                                          |
| Plévenon            | 22201      | Arrêté préfectoral du 29 décembre 1972 | 1er janvier 1973   | Pléhérel           | Fréhel                                   | D                                                                    | Arrêté préfectoral du 24 septembre 2004                              | 1er octobre 2004                                                     |                                                                          |
| Trigavou            | 22382      | Arrêté préfectoral du 29 décembre 1972 | 1er janvier 1973   | Pleslin            | Pleslin-Trigavou                         | F                                                                    | Arrêté préfectoral du 27 septembre 2012                              | 1er octobre 2012                                                     |                                                                          |
| Runan               | 22269      | Arrêté préfectoral du 2 mars 1973      | 1er avril 1973     | Ploëzal            | Ploëzal-Runan                            | D                                                                    | Arrêté préfectoral du 18 juin 1986                                   | 1er septembre 1986                                                   | Ploëzal-Runan reprend le nom de Ploëzal                                  |
| Langrolay-sur-Rance | 22103      | Arrêté préfectoral du 2 mars 1973      | 15 mars 1973       | Plouër-sur-Rance   | Plouër-Langrolay-sur-Rance               | D                                                                    | Arrêté préfectoral du 30 décembre 1983                               | 1er janvier 1984                                                     | Plouër-Langrolay-sur-Rance reprend le nom de Plouër-sur-Rance            |
| Penguily            | 22165      | Arrêté préfectoral du 2 mars 1973      | 1er avril 1973     | Saint-Glen         | Saint-Glen-Penguily                      | D                                                                    | Arrêté préfectoral du 21 mai 1984                                    | 5 juillet 1984                                                       | Saint-Glen-Penguily reprend le nom de Saint-Glen                         |